# Giro d'Itàlia de 1911
El Giro d'Itàlia de 1911 fou la tercera edició del Giro d'Itàlia, una cursa ciclista organitzada i patrocinada pel diari La Gazzetta dello Sport. La cursa començà el 18 de maig a Roma, amb una etapa de 394,1 quilòmetres dins a Florència i finalitzà a la mateixa ciutat de Roma el 6 de juny, després de completar un recorregut de 3.530,3 quilòmetres repartits entre dotze etapes. La cursa va ser guanyada pel ciclista italià Carlo Galetti, de l'equip Bianchi. Segon i tercer respectivament foren Giovanni Rossignoli i Giovanni Gerbi.
Carlo Galetti guanyà la primera etapa amb final a Florència, amb la qual cosa fou el primer líder de la cursa. Amb tot, va perdre el liderat en la següent etapa a mans de Giovanni Rossignoli. Rossignoli va mantenir el liderat durant quatre etapes, moment en què aquest tornà a mans de Galetti. Aquest liderat es va veure interromput en la novena etapa per Lucien Petit-Breton, el qual es convertí en el primer ciclista no italià en liderar el Giro d'Itàlia. Aquest privilegi sols li va durar un dia, ja que Galetti va recuperar el liderat en la desena etapa i ja no el va deixar fins al final.

## Canvis respecte al Giro d'Itàlia de 1910
En les dues edicions del Giro d'Itàlia disputades fins al moment, el 1909 i 1910, Milà havia estat la ciutat des d'on havia començat i finalitzat la cursa. En commemoració del cinquantenari de la unificació italiana els organitzadors van decidir traslladar la sortida i arribada fins a la capital italiana, Roma.
Els organitzadors van decidir ampliar el Giro d'Itàlia de deu a dotze etapes després de l'èxit obtingut en les edicions anteriors. La cursa va incrementar la seva llargada en uns 500 quilòmetres, alhora que s'introduïa la primera ascensió a un cim de més de 2000 metres, Sestriere, en la cinquena etapa. Aquesta va ser també la primera edició en què el Giro es va apropar al sud d'Itàlia, concretament fins a Bari.

## Participants
Dels 86 ciclistes que van prendre la sortida del Giro d'Itàlia el 15 de maig, sols 24 d'ells el finalitzaren a Roma el 6 de juny. Als ciclistes se'ls permetia córrer de manera independent o formant part d'un equip. Cinc foren els equips que van prendre part en la cursa: Atala-Dunlop, Bianchi-Pirelli, Fiat-Pirelli, Legnano-Dunlop i Senior-Polack.
El gran grup estava compost bàsicament per italians. Entre els participants hi havia els vencedors de les dues primeres edicions: Luigi Ganna, vencedor el 1909 i Carlo Galetti vigent vencedor. Altres destacats ciclistes italians que prengueren la sortida foren Giovanni Rossignoli, Eberardo Pavesi i Giovanni Gerbi. El dues vegades vencedor del Tour de França Lucien Petit-Breton també va prendre la sortida.

## Desenvolupament de la cursa

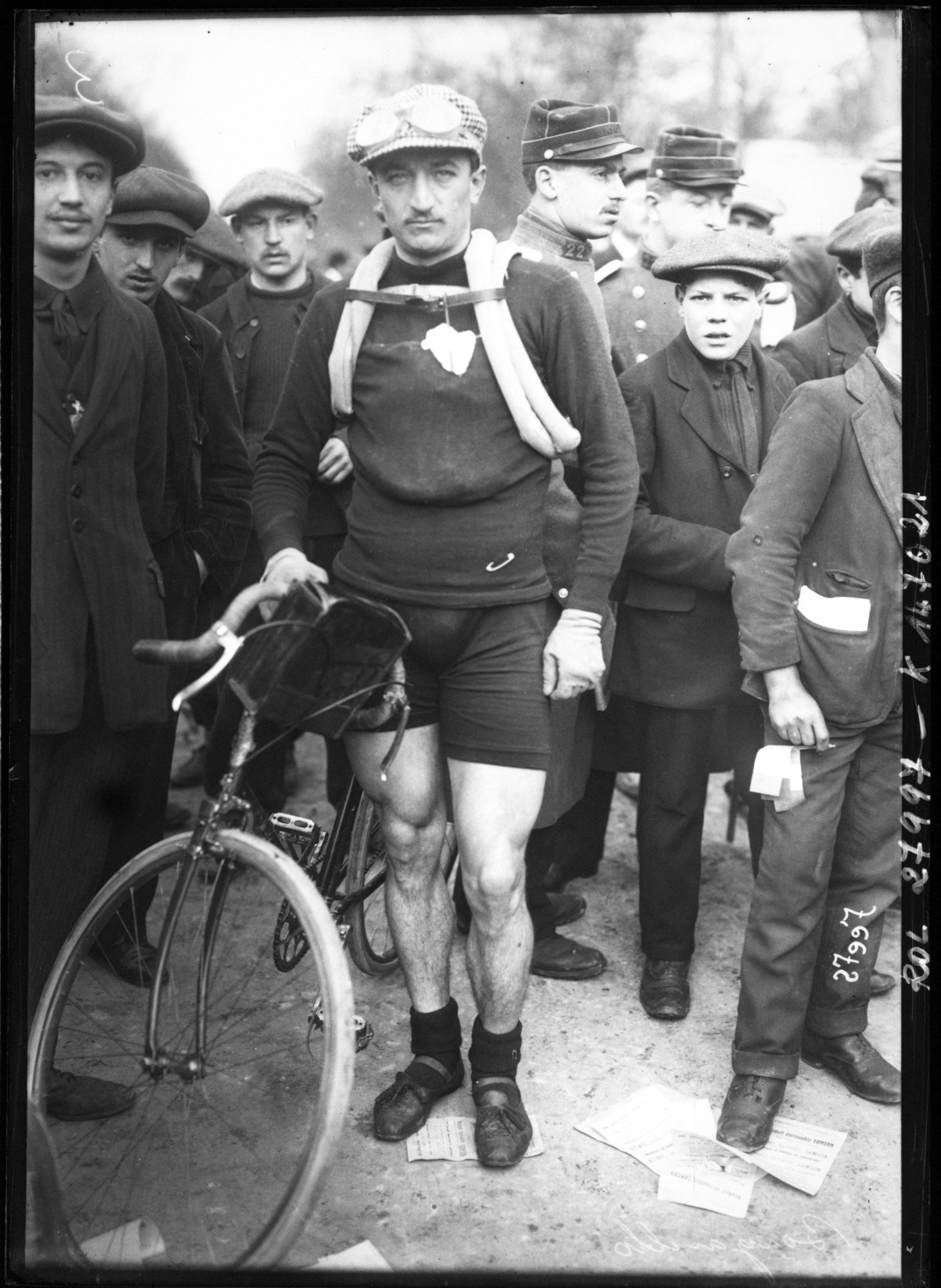
L'italià Vincenzo Borgarello guanyà la segona etapa de la cursa.

La primera etapa començà el 15 de maig amb un recorregut entre Roma i Florència. L'etapa va estar marcada per una forta pluja que provocà nombroses caigudes i abandonaments. Carlo Galetti guanyà l'etapa seguit de Giovanni Rossignoli i Dario Beni. La següent etapa també va estar marcada per la forta pluja i l'estat deplorable de les carreteres, alhora que s'havia de pujar el coll de Bracco. Giovanni Gerbi fou el primer pel cim del coll, però posteriorment fou superat per tres ciclistes per acabar quart en l'arribada, mentre Vincenzo Borgarello era el primer a travessar la línia d'arribada a Gènova, enmig d'una multitud d'afeccionats. Rossignoli es va fer amb el liderat de la cursa en finalitzar dues posicions per davant de Galetti. La tercera etapa va ser la primera sense pluja. El líder de la cursa, Rossignoli, va guanyar l'etapa, superant a Giovanni Gerbi i Carlo Durando per consolidar el seu liderat en la classificació general. La següent etapa va ser molt disputada, amb un gran grup que va romandre unit tota l'etapa i que va veure com Carlo Galetti guanyava l'etapa.
La cinquena etapa és considerada la primera etapa de muntanya en la història del Giro d'Itàlia. L'etapa incloïa en el seu recorregut l'ascensió a Sestrieras, a més de 2.000 metres d'altura. A mesura que la cursa s'endinsava a la Val Cluson que portava fins a Sestrieras, els ciclistes es va trobar amb unes carreteres plenes de fang, que obligaren a molts d'ells a arrossegar les bicicletes a peu. El francès Lucien Petit-Breton va liderar l'ascensió fins poc abans del coll, encara nevat, quan fou superat per alguns ciclistes. Ezio Corlaita va ser el primer a passar pel cim de Sestrieras. Petit-Breton va agafar el grup capdavanter, format per Corlaita, Rossignoli i Galetti, durant el descens que conduïa fins a l'arribada a Torí. Petit-Breton superà a Galetti en la victòria d'etapa, mentre Galetti superava a Rossignoli en la classificació general.
Els ciclistes van iniciar la sisena etapa envoltats per un nombrós públic pels carrers de Torí. Giuseppe Santhià va ser el vencedor en l'arribada a Milà, on els ciclistes es presentaren agrupats. Dario Beni va guanyar escapat la setena etapa, amb més d'un minut sobre el segon classificat, Santhià. La següent etapa va ser guanyada per Lauro Bordin mentre Galetti augmentà el lideratge a la general amb un punt sobre Rossignoli. Ezio Corlaita va guanyar la novena etapa del Giro, mentre Lucien Petit-Breton es feia amb el liderat de la cursa i, en fer-ho, es convertia en el primer no italià en liderar el Giro d'Itàlia. En la següent etapa es va formar un grup capdavanter format per sis ciclistes: Petit-Breton, líder de la cursa, i cinc ciclistes del Bianchi; els quals es van dirigir plegats cap a Bari. Carlo Galetti va guanyar l'etapa, alhora que recuperava el liderat, mentre Petit-Breton acabava en sisena posició i passava a la segona posició de la general.
La penúltima etapa de la cursa conduïa els ciclistes de Bari fins a Nàpols. Durant l'etapa Lucien Petit-Breton va caure i es va veure obligat a abandonar. El recorregut passava per camins en mal estat, plens de pols, i sovint havien de creuar rierols que dificultaven el pas. Els ciclistes es van veure perseguits per un enfurismat búfal. Tots aquests factors van fer que els ciclistes decidissin finalitzar l'etapa pocs abans d'arribar a Nàpols, a Pompeia, amb Alfredo Sivocci com a vencedor del dia. La darrera etapa tornava a Roma, on havia començat la cursa. Ezio Corlaita guanyà la seva segona etapa, mentre 24 ciclistes finalitzaven el Giro. Carlo Galetti, del Bianchi, es convertia en el primer ciclista a guanyar dues edicions del Giro d'Itàlia.

## Resultats

### Resultat de les etapes
| Etapa | Data       | Recorregut         | Km  | Tipus d'etapa       | Vencedor d'etapa          | Líder de la general       |
| ----- | ---------- | ------------------ | --- | ------------------- | ------------------------- | ------------------------- |
| 1a    | 15 de maig | Roma - Florència   | 394 | Etapa amb muntanyes | Carlo Galetti (ITA)       | Carlo Galetti (ITA)       |
| 2a    | 18 de maig | Florència - Gènova | 261 | Etapa amb muntanyes | Vincenzo Borgarello (ITA) | Giovanni Rossignoli (ITA) |
| 3a    | 19 de maig | Gènova - Oneglia   | 274 | Etapa amb muntanyes | Giovanni Rossignoli (ITA) | Giovanni Rossignoli (ITA) |
| 4a    | 21 de maig | Oneglia - Mondovì  | 190 | Etapa amb muntanyes | Carlo Galetti (ITA)       | Giovanni Rossignoli (ITA) |
| 5a    | 23 de maig | Mondovì - Torí     | 302 | Etapa amb muntanyes | Lucien Petit-Breton (FRA) | Giovanni Rossignoli (ITA) |
| 6a    | 25 de maig | Torí - Milà        | 327 | Etapa plana         | Giuseppe Santhià (ITA)    | Carlo Galetti (ITA)       |
| 7a    | 27 de maig | Milà - Bolonya     | 394 | Etapa plana         | Dario Beni (ITA)          | Carlo Galetti (ITA)       |
| 8a    | 29 de maig | Bolonya - Ancona   | 283 | Etapa plana         | Lauro Bordin (ITA)        | Carlo Galetti (ITA)       |
| 9a    | 31 de maig | Ancona - Sulmona   | 218 | Etapa plana         | Ezio Corlaita (ITA)       | Lucien Petit-Breton (FRA) |
| 10a   | 2 de juny  | Sulmona - Bari     | 363 | Etapa amb muntanyes | Carlo Galetti (ITA)       | Carlo Galetti (ITA)       |
| 11a   | 4 de juny  | Bari - Pompeia     | 345 | Etapa amb muntanyes | Alfredo Sivocci (ITA)     | Carlo Galetti (ITA)       |
| 12a   | 6 de juny  | Nàpols - Roma      | 266 | Etapa plana         | Ezio Corlaita (ITA)       | Carlo Galetti (ITA)       |

### Classificació general
Vint-i-quatre ciclistes finalitzaren les dotze etapes. A aquests ciclistes, els punts rebuts en cada etapa segons la posició obtinguda, se sumen per formar la classificació general, sent el vencedor el ciclista que acumulà menys punts.
| Classificació General | Classificació General     | Classificació General | Classificació General |
| Pos.                  | Ciclista                  | Equip                 | Punts                 |
| --------------------- | ------------------------- | --------------------- | --------------------- |
| 1                     | Carlo Galetti (ITA)       | Bianchi               | 50 (132h 24' 00")     |
| 2                     | Giovanni Rossignoli (ITA) | Bianchi               | 58                    |
| 3                     | Giovanni Gerbi (ITA)      | —                     | 84                    |
| 4                     | Giuseppe Santhià (ITA)    | Fiat                  | 86                    |
| 5                     | Ezio Corlaita (ITA)       | —                     | 89                    |
| 6                     | Dario Beni (ITA)          | Atala-Continental     | 93                    |
| 7                     | Alfredo Sivocci (ITA)     | Senior-Polack         | 95                    |
| 8                     | Eberardo Pavesi (ITA)     | Bianchi               | 96                    |
| 9                     | Giuseppe Contesini (ITA)  | —                     | 111                   |
| 10                    | Gino Brizzi (ITA)         | —                     | 112                   |